# Стефан Никушев
Стефан Никушев е бивш български футболист, ляв бек. Играл е за Свобода (София) (1937 – 1939) и Левски (София) (1940 – 1947). Има 83 мача и 14 гола за Левски в първенството, 28 мача с 6 гола за купата на страната и 12 международни срещи с 1 гол. С отбора на Левски е трикратен шампион и носител на купата на страната през 1942, 1946 и 1947 г. Има 7 мача за „А“ националния отбор. Един от най-стабилните защитници в историята на Левски. Изключително издръжлив футболист с неизчерпаема енергия.